# Аранка
Ара́нка (Златиця, рум. Aranca, серб. Златица) — річка на заході Румунії та півночі Сербії, ліва притока Тиси.
Річка бере початок біля румунського села Секусіджу в болотистій заплаві річки Муреш, за 3-4 км від її лівого берега. Тече спочатку паралельно Мурешу на захід до міста Санніколау-Маре, де повертає на південний захід. Русло дуже звивисте, більшою частиною каналізоване. Біля села Язово як відгалуження починається канал Златиця-Бега, який відходить на схід.

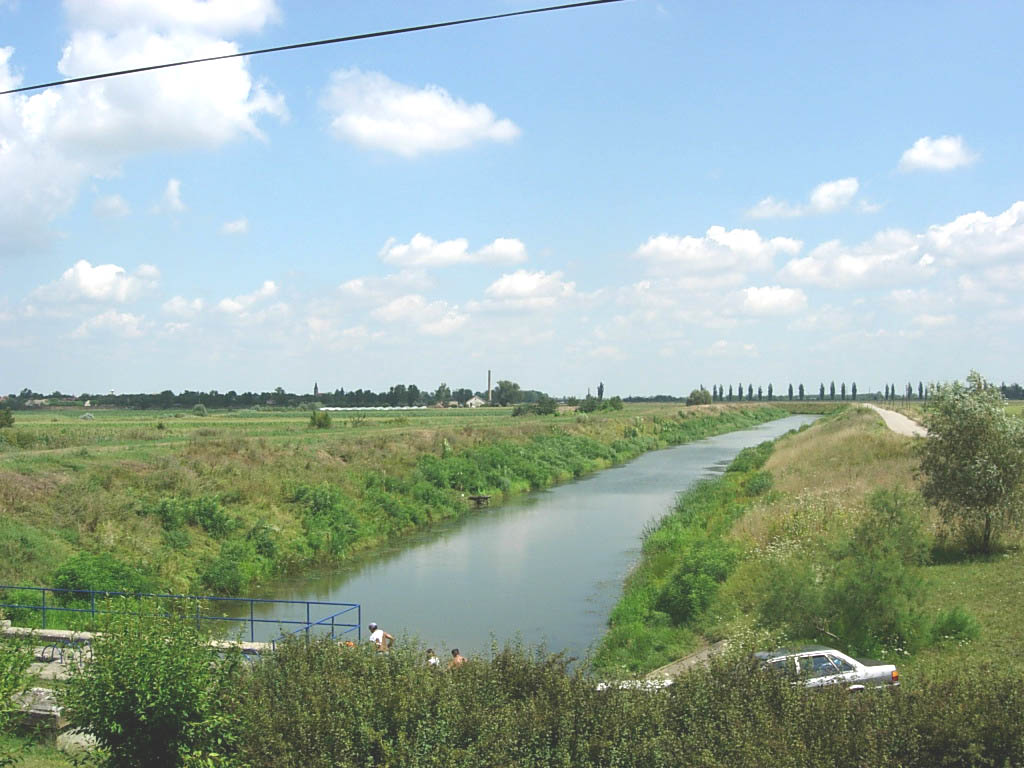
Річка біля села Падей

Довжина річки становить 117 км, з них 41 км вона протікає територією Румунії, а 76 км — по автономному краї Сербії Воєводина. Площа водозбору становить 1 470 км².
| Румунія | Це незавершена стаття з географії Румунії. Ви можете допомогти проєкту, виправивши або дописавши її. |

| Сербія | Це незавершена стаття з географії Сербії. Ви можете допомогти проєкту, виправивши або дописавши її. |